# Konqi

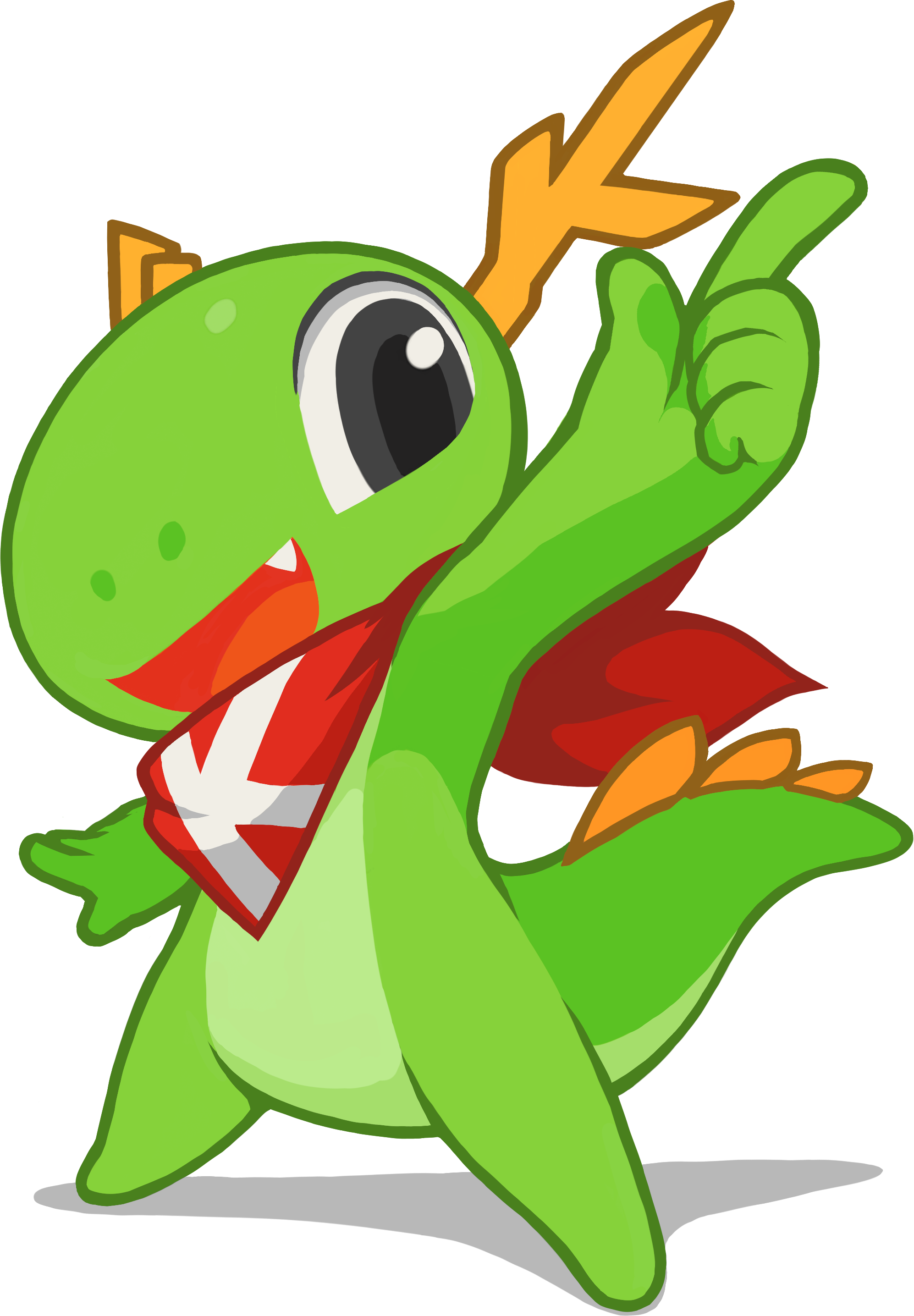
Konqi

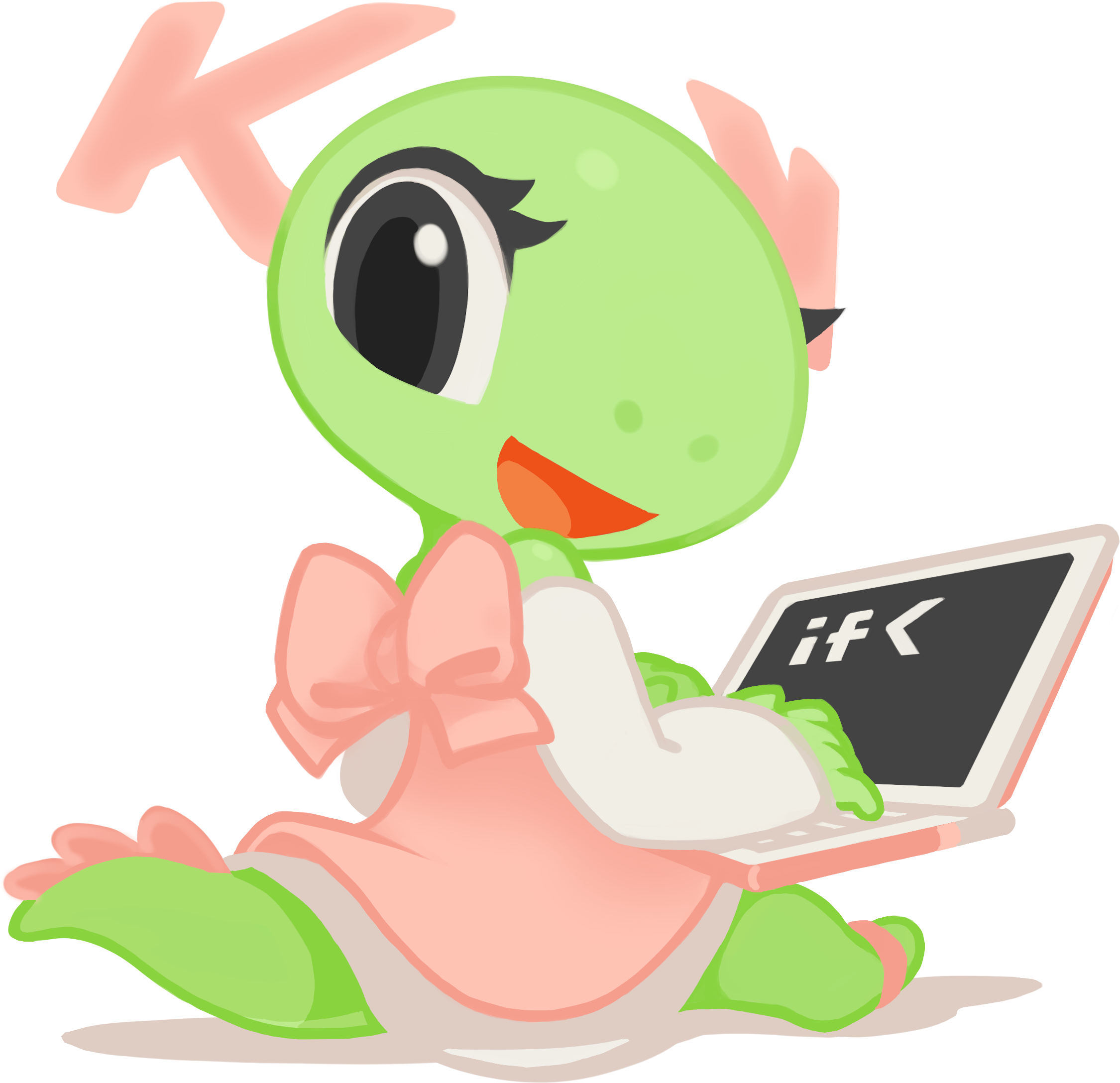
Katie, Konqi barátnője

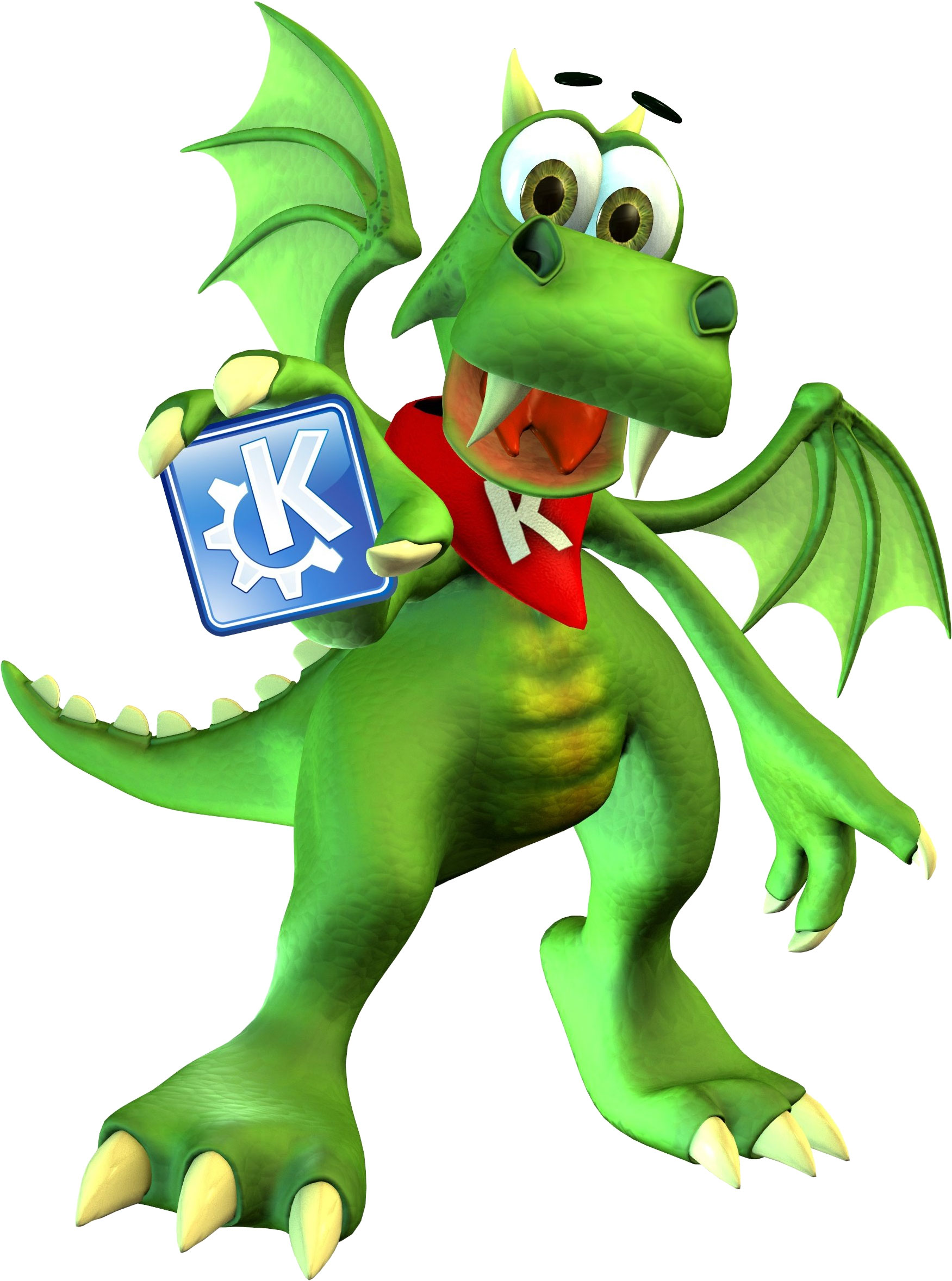
Konqi régebbi kinézete

Konqi Konqueror a KDE-Projekt kabalája, aki egy vidám zöld sárkány.
A kép megtalálható a KDE szoftvereiben és honlapokon, úgy mint a KDE honlapján. A Konqi név a KDE fájl- és internetböngészőjéből, a Konquerorból származik. Konqi Stefan Spatz munkája.
Konqi a KDE 3.x verzióiban lett a kabala. A KDE 2.x -ben egy varázsló, Kandalf volt az.

## Katie
Konqinak vagy egy Katie nevű barátnője. Katie is also the mascot of the KDE women's project. Konqi és Katie a KDE 4.0 Release Eventjén jelent meg először, melyet a Mountain View-ban tartottak a 2010-es KDE táborban.

## Fordítás
Ez a szócikk részben vagy egészben  a   Konqi című angol Wikipédia-szócikk fordításán alapul.  Az eredeti cikk szerkesztőit annak laptörténete sorolja fel. Ez a jelzés csupán a megfogalmazás eredetét és a szerzői jogokat jelzi, nem szolgál a cikkben szereplő információk forrásmegjelöléseként.